# Regering-Monfils
De regering-Monfils (3 december 1985 - 2 februari 1988) was de tweede Franse Gemeenschapsregering, onder leiding van Philippe Monfils. De regering bestond uit de twee partijen: PRL (37 zetels) en PSC (31 zetels). Ze volgde de regering-Moureaux I op, na de verkiezingen van 13 oktober 1985 en werd opgevolgd door de regering-Moureaux II, die gevormd werd na de verkiezingen van 13 december 1987.

## Samenstelling
De regering-Monfils telde drie ministers: twee voor de PRL en een voor de PSC.
| Ambtsbekleder | Ambtsbekleder | Ambtsbekleder           | Functie en bevoegdheden | Functie en bevoegdheden                      | Termijn                           | Partij |
| ------------- | ------------- | ----------------------- | ----------------------- | -------------------------------------------- | --------------------------------- | ------ |
|               |               | Philippe Monfils (1939) | Minister-president      |                                              | 3 december 1985 - 2 februari 1988 | PRL    |
|               |               | Edouard Poullet (1929)  | Minister                | Sociale Aangelegenheden, Vorming en Toerisme | 3 december 1985 - 2 februari 1988 | PSC    |
|               |               | André Bertouille (1932) | Minister                | Gezondheid, Onderwijs en Middenstand         | 3 december 1985 - 2 februari 1988 | PRL    |

Moureaux I · 
Monfils · 
Moureaux II · 
Féaux · 
Anselme · 
Onkelinx I · 
Onkelinx II · 
Hasquin ·
Arena ·
Demotte I ·
Demotte II ·
Demotte III ·
Jeholet ·
Degryse